# 38(t) 전차
38(t) 전차는 독일군이 제2차 세계대전에 사용하였던 체코슬로바키아가 개발한 경(輕)전차이다.

## 역사
체코의 LT vz.35 전차의 후속으로서 체코슬로바키아의 ČKD사가 개발, Lz vz.38이라는 제식명을 받고 생산을 시작하고 있었으나 독일이 1939년 체코슬로바키아를 병합하면서 9대가 독일군의 수중에 들어왔다. 경전차임에도 불구하고 자국의 3호 전차와 동급에 가깝다는 것을 발견한 독일군은 5월경 Pzkpfw 38(t)라는 제식명을 주고 'BMM'으로 개명된 ČKD 사에게 150대의 생산 수주를 내려 38(t) 전차의 생산이 시작되었다.

## 활약
대전 초 3호 전차와 4호 전차의 생산량이 미비하고 2호 전차와 같은 경전차가 주력이었던 독일군은 성능이 우수했던 38(t) 전차를 매우 중용하여 모든 전선에 투입하였다. 1941년 동부전선의 개전 이후 경전차로서의 한계가 드러났음에도 불구하고 지역 초계용이나 정찰용으로 사용하거나 포탑을 제거하고 차체에 75mm 대전차포를 얹은 마르더3와 헤처 구축전차로 개발되는 등 대전 말까지 사용되었다.

## 같이 보기
- 35(t) 전차